# جائزة إسبيرجوس الكبرى للسيدات 2022
جائزة إسبيرجوس الكبرى للسيدات 2022 (بالفرنسية: Grand Prix d'Isbergues féminin 2022)‏ هو سباق دراجات هوائية، وهو الموسم الخامس من جائزة إسبيرجوس الكبرى للسيدات ‏، وأقيم في 18 سبتمبر 2022 ضمن سباقات سباق الدراجات على الطريق للسيدات 2022.
فاز بالمركز الأول كيارا كونسوني، وفاز بالمركز الثاني Clara Copponi ‏، وفاز بالمركز الثالث ماريا جوليا كونفالونيري.

## التصنيف العام النهائي
| التصنيف العام          | التصنيف العام            | التصنيف العام                                      | التصنيف العام | التصنيف العام |
| المتسابقة              | المتسابقة                | الفريق                                             | الوقت         |               |
| ---------------------- | ------------------------ | -------------------------------------------------- | ------------- | ------------- |
| 1                      | كيارا كونسوني            | فالكار سيلانس ‏                                     | 3 س 22 د 08 ث |               |
| 2                      | Clara Copponi ‏           | FDJ–Suez ‏                                          | + 0 ث         |               |
| 3                      | ماريا جوليا كونفالونيري  | Ceratizit Pro Cycling ‏                             | + 0 ث         |               |
| 4                      | ماريا مارتينز            | دروبز ‏                                             | + 0 ث         |               |
| 5                      | Martina Alzini ‏          | Cofidis Women Team ‏                                | + 0 ث         |               |
| 6                      | Margot Pompanon ‏         | St. Michel–Preference Home–Auber93 (women's team) ‏ | + 0 ث         |               |
| 7                      | Josie Nelson ‏            | تيم كوب هايتك بوردكتس ‏                             | + 0 ث         |               |
| 8                      | Lucie Liboreau ‏          | ساس ماكوجيب ‏                                       | + 0 ث         |               |
| 9                      | Eluned King ‏             | دروبز ‏                                             | + 0 ث         |               |
| 10                     | Marie-Morgane Le Deunff ‏ | اركيا للسيدات ‏                                     | + 0 ث         |               |
|                        |                          |                                                    |               |               |
| مصدر: Cycling Quotient |                          |                                                    |               |               |